# Pablo Pedro Meouchi
Pablo Pedro Meouchi (Jezzine, Líbano, 1 de abril de 1894 - Bkerké, Líbano, 11 de enero de 1975) fue el 74.º Patriarca maronita de Antioquía desde 1955 hasta su muerte en 1975.

## Estudios
Estudió en el College de la Sagesse en Achrafieh, posteriormente fue a la Pontificia Universidad Urbaniana y a la Pontificia Universidad Gregoriana en Roma.

## Vida
Pablo Meouchi se ordenó sacerdote en Roma el 7 de diciembre de 1917 después, se desempeñó como secretario de los obispos maronitas de Sidón y de Tiro. Esto después de haber asistido a una visita del obispo de Tiro en los Estados Unidos en 1920, donde permaneció hasta 1934, ayudando a las comunidades maronitas, en especial en Indiana, Connecticut y California.
El sacerdote Meouchi fue elegido obispo maronita de Tiro el 29 de abril de 1934 y consagrado el 8 de diciembre de 1934 en Bkerké por el patriarca maronita de Antioquía de ese momento, Anthony Peter Arida.
Después, Pablo Meouchi fue elegido patriarca de Antioquía de los Maronitas el 25 de mayo de 1955. Asistió a las sesiones I, II y III del Concilio Vaticano II, 1962-1965, donde tomó una posición para defender los derechos de los patriarcas a desalentar la emigración de cristianos de Medio Oriente. El 22 de febrero de 1965 fue nombrado cardenal Meouchi por el Papa Pablo VI, siendo el primer maronita en convertirse en cardenal. Fue elevado, como es habitual en los patriarcas católicos orientales, al rango de obispo cardenal.
Pablo Meouchi fue desde 1969 hasta su muerte presidente de Sidón de la Iglesia Maronita y desde 1970 presidente de la Asamblea de Patriarcas Católicos y Obispos en el Líbano. El cardenal Meouchi, siendo ya el Patriarca de los Maronitas, tenía como objetivo promover la reconciliación entre todos los libaneses, tanto cristianos como musulmanes.

## Beatificación San Charbel
Pablo Meouchi como Patriarca de Antioquía estuvo presente a lado del Papa VI en la beatificación de San Chárbel  el 5 de diciembre de 1965.

## Fallecimiento
El cardenal Pablo Pedro Meouchi murió el 11 de enero de 1975 en el Patriarcado Católico Maronita en Bkerké, Líbano y ahí mismo se encuentran enterrado su cuerpo.